# لحوية
لِحْوِيَّة (الاسم العلمي: Hypeninae)، فُصيلة حشرات عثية من فصيلة الأربوسية. تم وصف التصنيف أولاً من قبل غوتليب أوقست فيلهلم هيرتش-شافر في عام 1851.